# Nearctaphis sclerosa
Nearctaphis sclerosa är en insektsart som först beskrevs av Richards 1969.  Nearctaphis sclerosa ingår i släktet Nearctaphis och familjen långrörsbladlöss. Inga underarter finns listade i Catalogue of Life.